# 엘파스

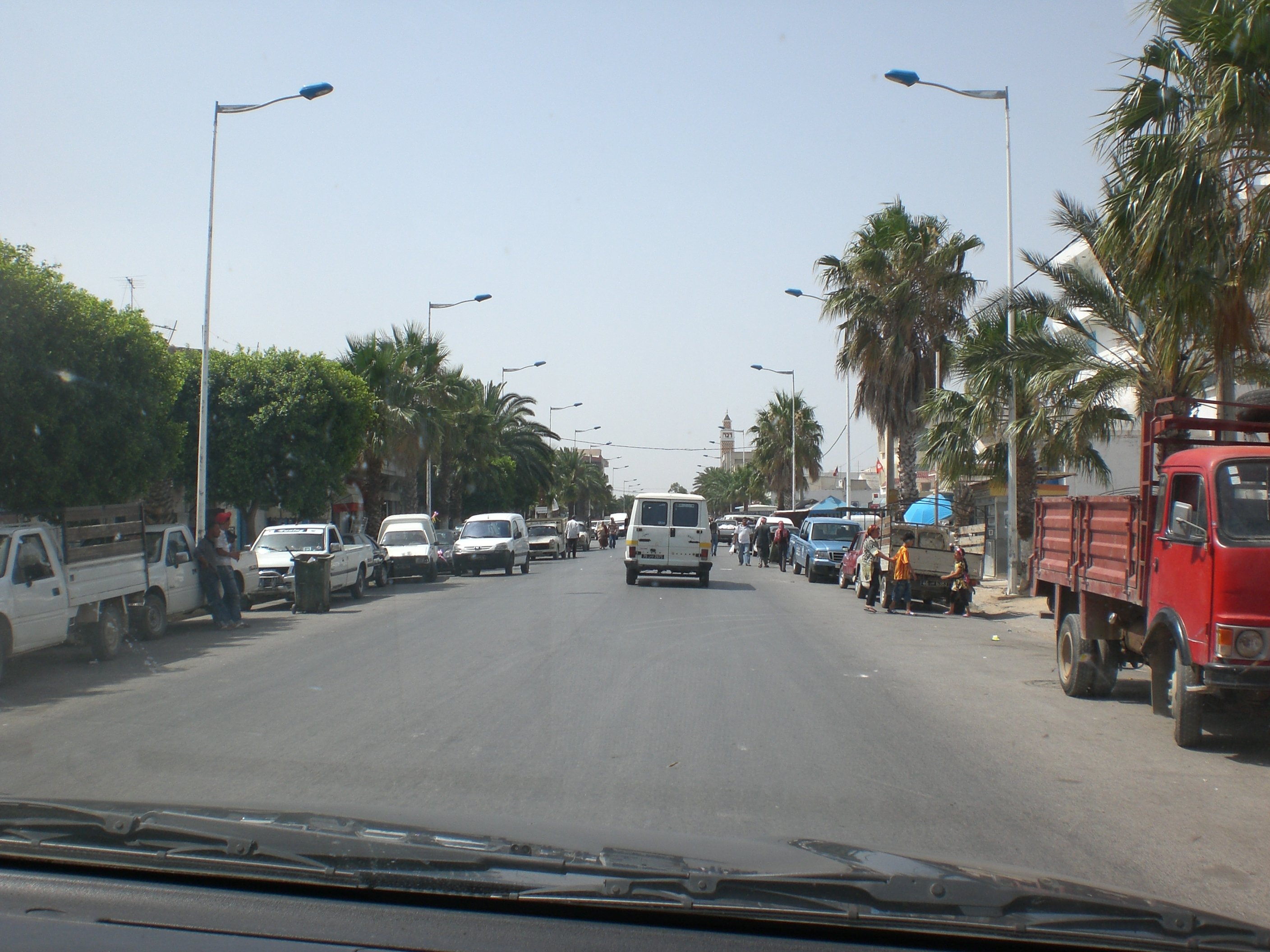
엘파스

엘파스(영어: El Fahs, 아랍어: الفحص)는 튀니지 자구완 주의 도시이다. 2014년 기준 인구는 25,100명이다.
이곳은 산, 특히 제벨 자구안으로 둘러싸인 와디 밀리안 계곡에 위치하고 있다. 투부르보 마주스의 로마 유적지는 3km 떨어져 있다. 프랑스 보호령 하에서 이 도시는 인근에 있던 로마 시대 다리 유적의 이름을 따서 퐁 뒤 파스로 알려졌다. 이 도시는 튀니지 캠페인 기간 동안 제2차 세계 대전의 전투 장소였다.